# Аллея Бессмертия (Таганрог)
Аллея Бессмертия — мемориальная аллея в сквере у таганрогской школы № 37. В аллее собрана земля, доставленная из городов-героев, городов воинской славы и других исторических мест СССР. Аллея является местом проведения памятных акций и возложения цветов.

## История
Аллея бессмертия была заложена в 1969 году в роще Дубки по инициативе ветеранов войны Балтийского флота и комитета ВЛКСМ стройтреста № 1. Были доставлены четыре урны с землёй из Петрушиной балки, где гитлеровцами было казнено порядка 10 тысяч человек (в основном, таганрожцев), Красного десанта, Самбекских высот и Краснодона. Аллею образовали высаженные молодые деревца. 
В последующие годы на аллею бессмертия была привезена земля из городов-героев, из Звездного городка (от памятника Ю. А. Гагарину), из других героических мест. Капсулы с землёй сопровождалась соответствующими надписями. 
Весной 1985 было принято решение перенести аллею бессмертия в сквер около школы № 34. Там была установлена стела, на которой написано: «Здесь заложена священная земля городов-героев и других легендарных мест в память о подвиге советского народа в Великой Отечественной войне». Рядом со стелой заложена в специальных капсулах земля, собранная со старого места аллеи бессмертия. 
На протяжении последующих лет стела не ремонтировалась и стремительно ветшала, аллея пребывала в запустении. Но в августе 2007 года мемориальный комплекс был отреставрирован, на благоустроенной аллее был установлен пятитонный камень с врезанной в него памятной доской со следующим текстом: 

 Аллея Бессмертия. На этой аллее под каштанами хранится земля городов-героев Москвы, Ленинграда, Волгограда, Севастополя, Одессы, Киева, героической Брестской крепости и других мест воинской славы. Подвиг народа в Великой Отечественной войне бессмертен! Аллея заложена в октябре 1969 года. Восстановлена в августе 2007 года.